# Pilea laurae
Pilea laurae är en nässelväxtart som beskrevs av Charles Dennis Adams. Pilea laurae ingår i släktet pileor, och familjen nässelväxter. Inga underarter finns listade i Catalogue of Life.